# Avant-train

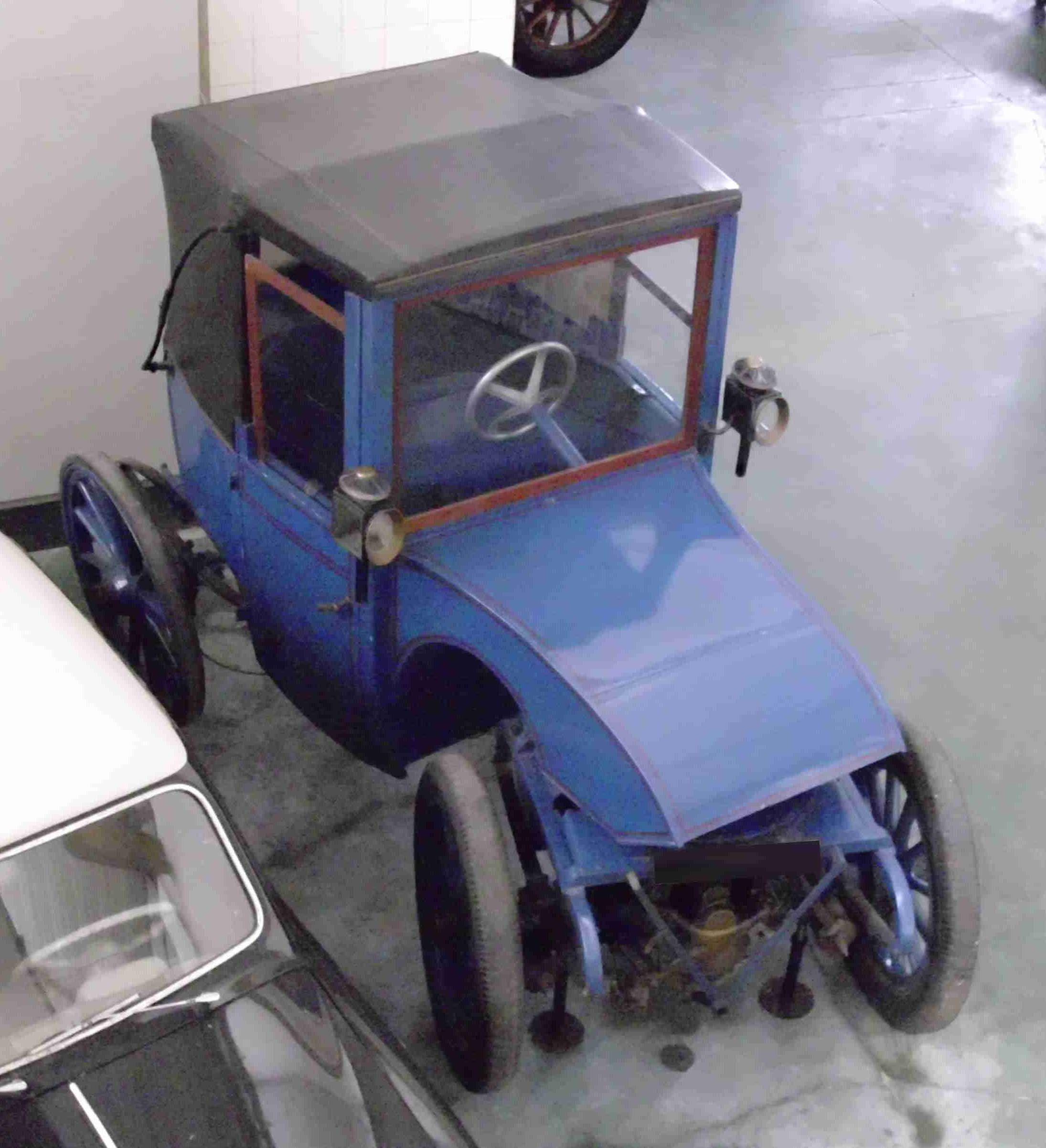
Un véhicule typique de l'Avant-Train : les Ponts Moteurs de 1913 à 1914.

L'avant-train d'une voiture hippomobile (ou « train avant » en matière d' automobile) est l'ensemble constitué par l'essieu et les roues avant, ainsi que les éléments qui leur sont liés, le timon ou la limonière (brancards), etc. L'avant-train est directement tracté par le cheval et il assure la direction du véhicule en pivotant autour d'une cheville ouvrière placée au centre de l'essieu et à l'extrémité du châssis qui supporte la caisse.
L'avant-train est une invention récente remontant à la fin du Moyen Âge comme la boussole, le gouvernail, les voilures type Marconi etc. facilitant les déplacements et la découverte de nouveaux territoires qui permirent une expansion des peuples et civilisations à travers les continents. Voir les grandes découvertes dès le 14e siècle.
Auparavant les chargements lourds et très lourds étaient déplacés par roulage des charges sur le sol par l'intermédiaire de cylindres de bois, troncs d'arbres comme le faisait l'Egypte antique par exemple. Au fil des siècles et vers le deuxième avant J.-C. les progrès de la charronnerie en augmentant la solidité des roues par un meilleur usage du bois et de fer forgé de qualité, permettent de réaliser des chars à deux essieux rigides et quatre roues capables de supporter plusieurs tonnes. Mais la rigidité de l'ensemble ne permettait pas l'inscription en courbe du véhicule qui devait alors être ripé par des hommes munis de leviers ou un autre attelage de chevaux, de bœufs surtout, forçant le véhicule à changer de direction. Dans les villes de la civilisation romaine le pavage des rues, en dehors de l'assainissement et de la facilité de voirie qu'il pouvait apporter permettait la circulation des chars et charrettes grâce à des ornières tracés dans le pavement et des blocs rehaussés permettant en outre le passage à gué des piétons d'un bord à l'autre. Un bel exemple est donné par La Ruelle d'Eumachia et la Voie de La Fortune à Pompéi où l'on peut voir les sillons tracés dans le pavage par l'usure due aux passages des roues ferrées, ces sillons servant ainsi de guidage, comme une voie ferrée.

## Avant-train d'artillerie
L'avant-train constitue un véhicule en soi, pouvant être attelé et mené isolément, dont le rôle est de servir d'intermédiaire et de support pour tracter un élément muni de roues, mais qui n'est pas un véhicule : essentiellement, à l'origine, un canon ou une pièce d'artillerie. L'avant-train a existé dès que l'artillerie a cessé de se cantonner à la guerre de siège pour être utilisée dans la guerre de mouvement. Les canons, dorénavant tous montés sur un affût muni de roues, pouvaient être déplacés, mais leur masse imposante exigeait de forts attelages. Le canon était fixé, par la queue de l'affût, à l'avant-train, et l'ensemble était tracté par les chevaux (de deux à six chevaux, en fonction de la charge).

## Prolonge et caisson
Voir Prolonge_d'artillerie et Caisson_(hippomobile).

## Automobile
La notion d'avant-train s'applique aussi naturellement à l'automobile, bien qu'on parle plus souvent de « train avant ». Le terme est utilisé en 1897 par la société française Latil, qui dépose le brevet de l'Avant-train Latil, un système de transmission comprenant un moteur et un essieu avec deux roues à la fois motrices et directrices, qui peut s'adapter ensuite à tout type de véhicule.
Les avant-trains sont toujours utilisés, sous le nom de dolly ou de diabolo, pour unir une semi-remorque à une autre, ou à un tracteur non équipé d'une sellette : il consiste en un, deux ou trois essieux que l'on peut attacher de chaque côté au tracteur et à la remorque. Il est généralement soumis à immatriculation. Peu utilisé en France du fait de la limitation en longueur des ensembles routiers, il permet de constituer en Australie les trains routiers.
Les remorques routières et agricoles dotées de deux ou trois essieux nécessitent un train avant directeur, capable de s'orienter donc et de suivre le véhicule tracteur. On parle toujours d'avant-train mais aujourd'hui ils sont dits "à billes". En effet, afin d'obtenir une rotation douce et sans contrainte de l'essieu avant pivotant sous la traverse avant, on intercale deux couronnes articulées entre elles par des jeux de billes, soit un roulement à billes horizontal dont la contrainte principale est verticale. L'une des couronnes est fixe, boulonnée au châssis, l'autre liée à l'essieu tournant pivote dans la première à laquelle elle est fermement assujettie par les billes roulantes.